# إنتاج الأفيون في أفغانستان
اشتهرت أفغانستان تاريخيًا بزراعة خشخاش الأفيون وحصاده. ساهم محصول أفغانستان بحلول عام 2021، في أكثر من 90% من الهيروين غير المشروع على مستوى العالم، وأكثر من 95% من المعروض الأوروبي. تُستخدم الأراضي في أفغانستان لإنتاج الأفيون أكثر من استخدام الأراضي في أمريكا اللاتينية من أجل الكوكا. عُدت البلاد أكبر منتج للمخدرات غير المشروعة في العالم بحلول عام 2001. أُنتج 93% من المواد الأفيونية غير الصيدلانية في السوق العالمية عام 2007 في أفغانستان، وكانت أفغانستان بحلول عام 2019 منتجةً لحوالي 84% منها عالميًا.
يصل ذلك إلى قيمة تصدير بحوالي 4 مليارات دولار أمريكي، يكسب ربعه مزارعو الأفيون ويعود الباقي إلى مسؤولي المنطقة والمتمردين وأمراء الحرب والمهربين. قُسمت حصة المزارعين الأفغان من الدخل الإجمالي من الأفيون في السنوات السبع (1994-2000) التي سبقت حظر الأفيون الذي فرضته طالبان، على 200000 أسرة.
وفرت عمليات إنتاج الأفيون منذ عام 2017 حوالي 400000 فرصة عمل في أفغانستان، أي أكثر من قوات الأمن الأفغانية. ارتفعت قيمة تجارة الأفيون في عام 2006 بعد أن فقدت طالبان السيطرة على أمراء الحرب المحليين. تعد أفغانستان أيضًا- بالإضافة إلى الأفيون- أكبر منتج للحشيش في العالم. ازدهرت تجارة الأفيون بعد سقوط كابول في عام 2021.

## لمحة تاريخية
تشكل العوامل مثل المناخ الجاف وصعوبة نقل المنتجات الطازجة صعوبات أمام الزراعة التصديرية في أفغانستان، ومع ذلك، يتحمل خشخاش الأفيون الجفاف، ولا يفسد في الرحلات الطويلة، ويباع بسعر أعلى.
بدأت أفغانستان في إنتاج الأفيون بكميات كبيرة منذ منتصف خمسينيات القرن العشرين لتزويد جارتها إيران بعد حظر زراعة الخشخاش هناك. زادت كل من أفغانستان وباكستان الإنتاج وأصبحتا موردتين رئيسيتين للأفيون لأوروبا الغربية وأمريكا الشمالية في منتصف سبعينيات القرن العشرين، عندما أدى عدم الاستقرار السياسي جنبًا إلى جنب مع الجفاف المطول إلى تعطيل الإمدادات من المثلث الذهبي.

### الحقبة السوفييتية (1979-1989)
قرر السوفييت غزو أفغانستان بعد فشل حكومة يسارية مدعومة منهم في اكتساب الدعم الشعبي في أفغانستان. ركز عدد من قادة المقاومة على زيادة إنتاج الأفيون في مناطقهم لتمويل عملياتهم، بغض النظر عن تحريمها في الإسلام، ولا سيما غلبدين حكمتيار، وملا نسيم أخوندزادة، وعصمت مسلم. تضاعف الإنتاج إلى 575 طنًا متريًا بين عامي 1982 و1983. (انتهجت الولايات المتحدة في ذلك الوقت إستراتيجية دعم للمجاهدين بمبدأ «الاستقلالية»، وهدفت إلى شل الاتحاد السوفياتي ببطء ودفعه إلى الانسحاب من خلال الاستنزاف بدلًا من إحداث قلب سريع وحاسم).
طور حكمتيار، المتلقي الرئيسي للمساعدات من وكالة الاستخبارات المركزية وباكستان، ما لا يقل عن ستة معامل لتكرير الهيروين في كوه سلطان في جنوب غرب باكستان، بينما كان أمراء الحرب الآخرون راضين عن بيع الأفيون الخام. خصص نسيم أخوندزاده، الذي سيطر على منطقة زراعة الخشخاش التقليدية في شمال هلمند، حصصًا لإنتاج الأفيون، والتي ترددت شائعات عن فرضها بالتعذيب والعنف الشديدين. احتفظ نسيم بمكتب في زاهدان في إيران لتحقيق أقصى قدر من السيطرة على عمليات الاتجار.
زعم السوفييت أن عملاء وكالة الاستخبارات المركزية الأمريكية انخرطوا في تهريب الأفيون من أفغانستان، إلى الغرب، من أجل جمع الأموال للمقاومة الأفغانية، أو إلى الاتحاد السوفيتي، من أجل إضعافها من خلال إدمان المخدرات. دعمت وكالة المخابرات المركزية وفقًا لألفريد مكوي، العديد من أباطرة المخدرات الأفغان، مثل غلبدين حكمتيار، وآخرين مثل الحاج أيوب أفريدي.
شكلت الجهود التي بذلتها باكستان عاملًا آخر (صادف أن أيدت مخابراتها الداخلية المجاهدين في أفغانستان). شاركت الحكومة الباكستانية والوكالة الأمريكية للتنمية الدولية، وجماعات أخرى في القضاء على زراعة الخشخاش في مناطق معينة من المقاطعة الحدودية الشمالية الغربية (الآن خيبر بختونخوا) على الحدود مع أفغانستان. تحولت صناعة الأفيون من باكستان إلى أفغانستان خلال ثمانينيات القرن العشرين.

### فترة أمراء الحرب (1989-1994)
أدى انسحاب الجيش السوفيتي في عام 1989، إلى فراغ في السلطة. بدأت فصائل المجاهدين المختلفة القتال ضد بعضها البعض من أجل السلطة، ثم لجأوا عند توقف الدعم الغربي إلى زراعة الخشخاش أكثر من أي وقت مضى لتمويل وجودهم العسكري.

### صعود طالبان (1994-2001)
شهدت أفغانستان أثناء حكم طالبان محصولًا وفيرًا من الأفيون بلغ 4500 طن متري (4400 طن كبير، أو 5000 طن قصير) في عام 1999.
أعلن زعيم طالبان ملا محمد عمر، بالتعاون مع الأمم المتحدة للقضاء على إنتاج الهيروين في أفغانستان، أن زراعة الخشخاش غير إسلامية، مما جعل الحملة من أنجح حملات مكافحة المخدرات في العالم. فرضت طالبان حظرًا على زراعة الخشخاش عن طريق التهديدات، والإبادة القسرية، والعقاب العلني للمخالفين. أدى ذلك إلى انخفاض بنسبة 99% في مساحة زراعة خشخاش الأفيون في المناطق التي تسيطر عليها طالبان، أي حوالي ثلاثة أرباع إمدادات العالم من الهيروين في ذلك الوقت. استمر الحظر لفترة وجيزة فقط بسبب خلع طالبان في عام 2001.
اقترح بعض الأشخاص (مارتن صاحب كتاب حرب حميمية 2014) أن بعض الأطراف قد استفادت من زيادة الأسعار أثناء الحظر. يعتقد البعض، أنه كان شكلًا من أشكال التلاعب بالسوق من جانب بعض زعماء المخدرات. يمكن تخزين الأفيون المجفف -على عكس معظم المنتجات الزراعية- بسهولة لفترات طويلة دون تبريد أو معدات باهظة الثمن. تمكنت حركة طالبان والجماعات الأخرى التي كانت متورطة في تجارة المخدرات من تحقيق أرباح شخصية ضخمة خلال ارتفاع الأسعار بعد حظر عام 2000 والفوضى التي أعقبت هجمات 11 سبتمبر، نظرًا لوجود مخزونات ضخمة من الأفيون مخزنة في مخابئ سرية.